# Chrysler
Chrysler è una casa automobilistica statunitense fondata nel 1925. Dal 16 gennaio 2021 è parte di Stellantis.

## Storia
La Chrysler fu fondata il 6 giugno 1925 da Walter Chrysler, a Highland Park, un sobborgo di Detroit. Già nel 1924 l'imprenditore aveva lanciato sul mercato una prima auto con il proprio nome, la Chrysler B-70. Uno dei principali meriti della Chrysler fu quello di avere introdotto per la prima volta all'interno del processo di progettazione delle vetture la prima galleria del vento, per ottimizzare le linee della vettura in funzione della penetrazione aerodinamica.
Una delle vetture più note dei primi anni trenta fu la Chrysler Airflow, presentata nell'expo A Century of Progress 1833-1933 di Chicago, il 27 marzo 1933. Una vettura di classe media, dal design d'avanguardia che, forse proprio per questo, non incontrò grande successo, ma che rappresenta uno dei modelli più significativi nella storia dell'automobile, per avere introdotto la progettazione aerodinamica nella costruzione delle auto di serie. Nonostante l'insuccesso dell'Airflow, essa fu in ogni caso la capostipite stilistica di altre serie di modelli di maggior successo commerciale, come la Imperial, un modello nato già negli anni venti, la cui terza serie, prodotta fra il 1934 e il 1936, fu un ulteriore esempio dell'utilizzo della galleria del vento. L'insuccesso dell'Airflow costrinse in ogni caso la Chrysler a puntare sulla produzione di vetture dalla linea più convenzionale (specie per quanto riguardava i sottomarchi Plymouth e DeSoto).

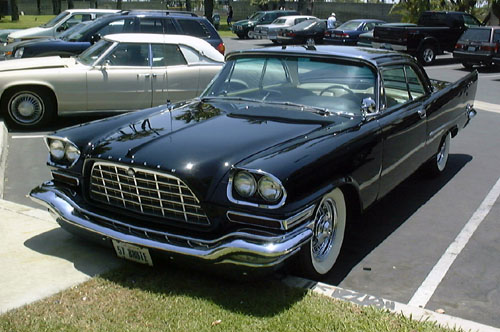
La Chrysler 300 degli anni cinquanta.

Anche dopo il secondo conflitto mondiale la produzione rimase in linea con la concorrenza, senza mostrare nulla di veramente innovativo. Furono comunque di questo periodo alcune delle più famose realizzazioni, tra cui la Chrysler 300 degli anni cinquanta e anni sessanta, capostipite di una lunga serie di ammiraglie di lusso, che è stata ripresa di recente con la reintroduzione di tale sigla, dapprima nella Chrysler 300 M e poi nella 300 C del 2005. Un'altra vettura di quegli anni che ancora oggi è ricordata come una delle più significative della produzione era la Chrysler Windsor. In questo periodo, tra l'altro, la Chrysler sviluppò e realizzò dei nuovi motori a testata emisferica, denominati appunto HEMI, che avrebbero equipaggiato non solo alcune vetture della produzione degli anni cinquanta, ma anche alcune vetture sportive degli anni sessanta che sarebbero entrate ben presto nel cuore degli appassionati, come la Plymouth Hemi Cuda e la Dodge Charger.
Con la fondazione della Chrysler-Europe gran parte delle vetture prodotte da case automobilistiche come SIMCA, Talbot, Hillman (nel frattempo acquisite da Chrysler Group) e altri marchi furono griffate Chrysler per alcuni mercati europei. Nonostante ciò il marchio Chrysler non riuscì a emergere nel vecchio continente, e la sua 180 non ottenne grandi successi.
Anche negli Stati Uniti la situazione non era delle più rosee: già nei primi anni settanta la crisi petrolifera aveva tagliato via gran parte della produzione, e quindi molte risorse economiche furono disperse. Inoltre, i bassi volumi di vendita delle vetture negli anni a seguire portarono la casa sull'orlo della bancarotta. Fu un uomo a salvare le sorti della Chrysler: Lee Iacocca. Con l'introduzione di nuove strategie di mercato e di nuovi modelli di nicchia, come l'introduzione delle prime monovolume, la Chrysler tornò a riscuotere grandi consensi.
Nel 1986 al salone dell'auto di Los Angeles la Chrysler presentò un nuovo modello frutto della collaborazione con la Maserati, è la Chrysler Turbo Convertible by Maserati. La produzione iniziò solo nel 1989 negli stabilimenti Innocenti di Milano Lambrate, e complice la cattiva immagine di cui godeva Maserati in quel periodo, si rivelò un clamoroso flop, con sole 7.300 vetture prodotte fino al 1991, quando termina la produzione.
Nei primi anni novanta la Chrysler tentò nuovamente di riapprodare in Europa, ma stavolta con maggior successo. Infatti le sue monovolume e le sue fuoristrada riscossero molto più successo di quanto non fecero invece le sue vetture più convenzionali negli anni settanta. Tra i modelli di maggior successo degli anni novanta vi fu la Chrysler Voyager, una monovolume che si propose come concorrente diretta della Renault Espace. Di quegli anni fu anche la sportiva Viper, venduta sia con marchio Dodge che con marchio Chrysler, divenuta in breve tempo uno degli oggetti di desiderio degli appassionati di muscle-car americane.

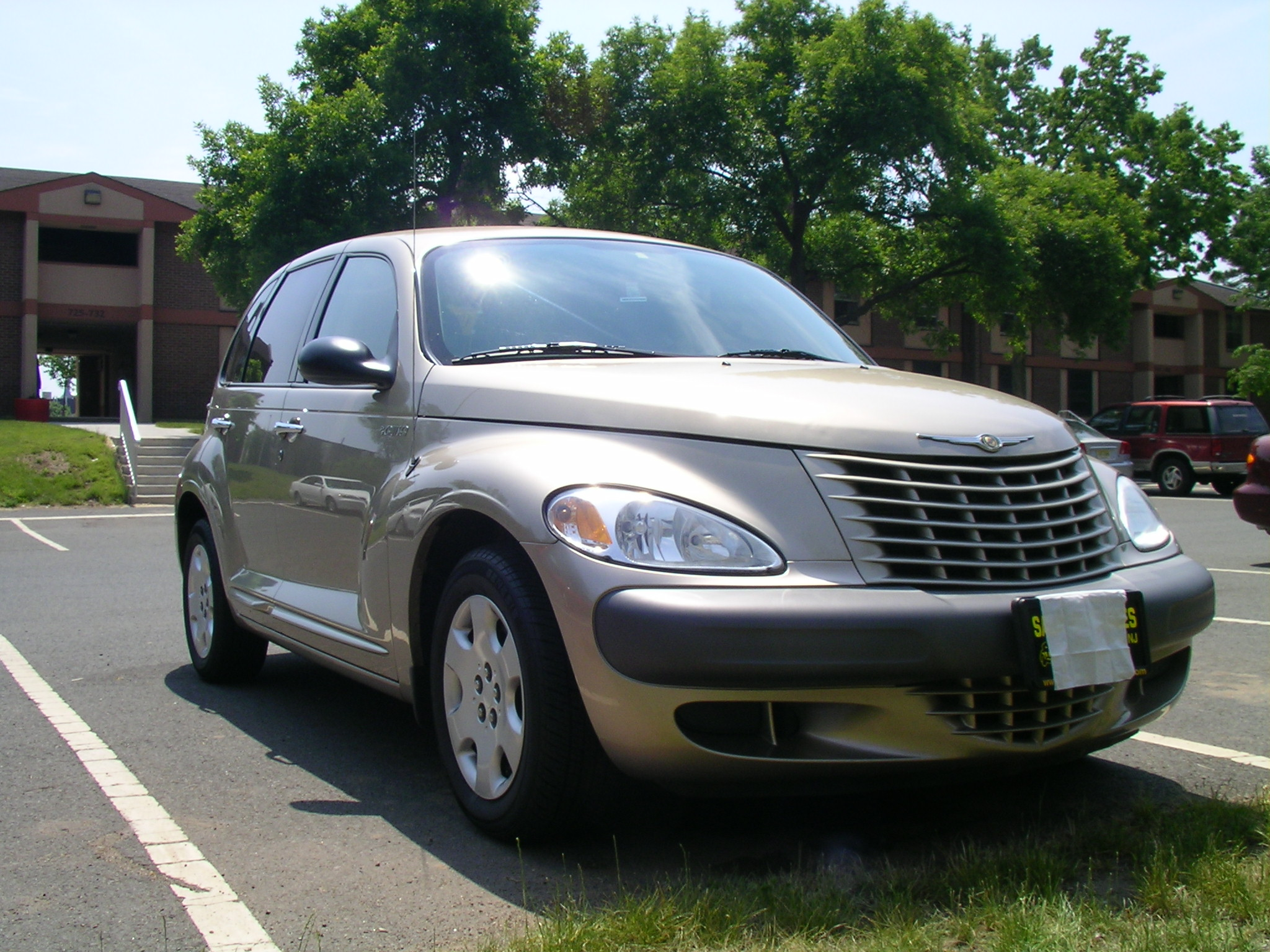
Una Chrysler PT Cruiser.

Nel 1998, Chrysler Group fu acquisito da Daimler-Benz (di cui anche la Mercedes-Benz faceva parte) per costituire la DaimlerChrysler AG. Questa unione, nata inizialmente come società gestita alla pari sia dal gruppo Chrysler che da Daimler-Benz, finì per evidenziare la predominanza della società tedesca, che portò molta della sua componentistica per diversi modelli prodotti da Chrysler in seguito. Nel 2001 venne avviato un progetto di coupé che avesse il pianale in comune con la Mercedes-Benz SLK: da questo progetto nacque la Chrysler Crossfire, proposta sia come coupé che come roadster. Nel frattempo prese il via anche la produzione di altri modelli significativi, come la 300 M, un'ammiraglia con la quale si intendeva riproporre in chiave moderna la serie 300 degli anni cinquanta e sessanta, e l'eccentrica PT Cruiser, con la quale si intendeva rivisitare il design delle vetture d'anteguerra. Nel 2005, la 300 M fu sostituita dalla 300 C, anch'essa di sapore molto più retrò che non la sua antenata.
Nel 2007 Cerberus Capital Management, assieme ad altri cento investitori, acquisì l'80% di Chrysler per 5,520 miliardi di euro, con l'intento di risanare l'azienda e farne il gruppo di punta del mercato nordamericano. Nel 2008 il piano fallì a causa della grave crisi finanziaria e industriale e del conseguente rallentamento senza precedenti dell'industria automobilistica negli Stati Uniti, nonché della successiva mancanza di capitali.
Nel 2009 Chrysler Group entra a fare parte di Fiat Group (successivamente nel 2014 la partecipazione azionaria verrà conferita alla nuova società Fiat Chrysler Automobiles). In conseguenza di ciò, nel 2011, il marchio Chrysler viene coordinato per il mercato europeo con quello della casa automobilistica italiana Lancia e, a partire dallo stesso anno, viene ufficializzato il ritiro di Chrysler dai listini di vendita europei, con esclusione di Regno Unito e Irlanda. Contestualmente, nel settembre dello stesso anno, i veicoli Lancia Delta e Ypsilon vengono venduti in Regno Unito e Irlanda a marchio Chrysler.
Nel 2016 la casa americana ha presentato il modello Chrysler Pacifica, "minivan" disponibile ibrido plug-in come sostituto della monovolume Voyager. Pensato espressamente per il mercato Nord Americano è capace di viaggiare fino a 48 km a emissioni zero.

## Loghi

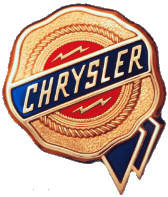
1925–1955
1955–1962
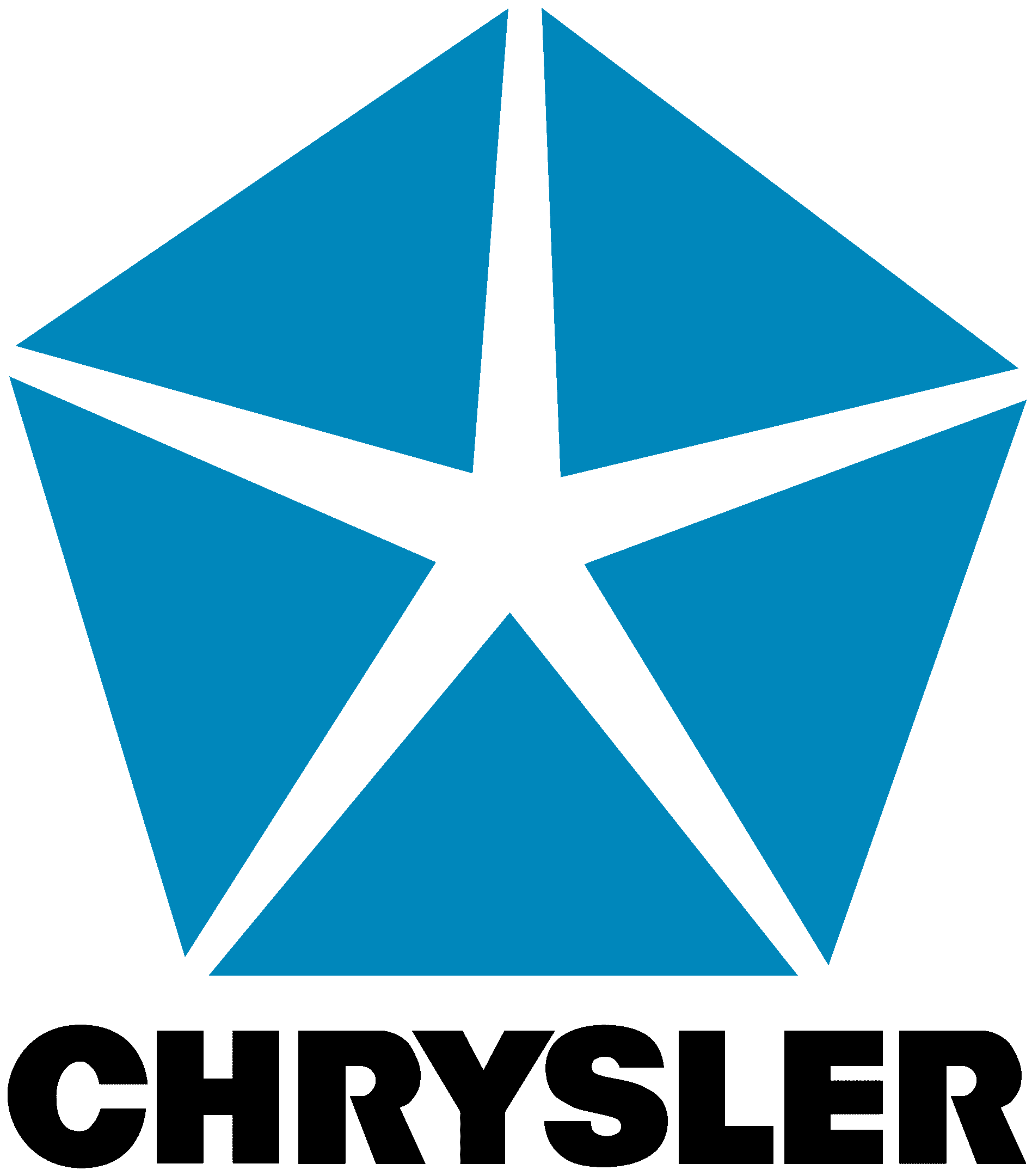
1962–1998
1998–2010
In uso dal 2010

## Modelli di vetture

### Modelli storici
- Imperial 1926–1954, 1990–1993
- Airflow 1934-1937
- Airstream 1935–1936
- Royal 1937–1950
- Windsor 1939–1961
- New Yorker 1939–1996
- Newport 1940–1981
- Town & Country 1941–1942, 1946–2016
- 300 1955–1971
- Cordoba 1975–1983
- LeBaron 1977–1995
- E-Class 1983–1984
- Executive 1983–1986
- Laser 1984–1986
- Fifth Avenue 1984–1989
- Conquest 1987–1989
- Voyager 1988–2015
- TC 1989–1991
- Concorde 1993–2004
- LHS 1994–2001
- Cirrus 1995–2000
- Sebring 1995–2010
- 300M 1999–2004
- Prowler 2001–2002
- PT Cruiser 2001–2010
- Crossfire 2004–2007
- Stratus (versione europea della Dodge)
- Pacifica 2004–2008
- Aspen 2007–2009
- Delta 2011–2014
- Ypsilon 2011–2015
- 200 2011–2017
- 300 C 2005–2023

### Modelli in produzione
- Pacifica 2016–